# Dido (cantant)
Florian Cloud de Bounevialle Armstrong, coneguda pel seu nom artístic Dido, que cal pronunciar pron.: /ˈdaɪdoʊ/) (Londres, 25 de desembre de 1971) és una cantautora anglesa de música pop, trip hop, pop rock i rock alternatiu.
Dido va saltar a la fama amb el seu àlbum debut, No Angel (1999), aquest va vendre 21 milions de còpies al voltant del món, guanyant diversos premis, que inclouen els MTV Europe Music Awards per Millor Artista Nou, dues NRJ Awards per Millor Artista nou i Millor àlbum, i dos BRIT Awards per Millor Artista Britànica i Millor àlbum, convertint aquest àlbum en el més venut del 2001. el seu següent treball Life For Rent (2003), va continuar el seu èxit amb singles com "White Flag" i "Life for Rent ", aquest va arribar a vendre 14 milions de còpies i la va veure rebre més guardons, entre ells un Ivor Novello per Cantautora l'Any amb White Flag, dos BRIT Awards i NJR Awards, així com una nominació als Grammy. El seu tercer àlbum d'estudi Safe Trip Home (2008) va tenir una molt bona recepció per part de la crítica així com amb les vendes, sent certificat amb 9 discos d'or i aconseguint al voltant de 3 milions de còpies venudes a tot el món, així, aquest àlbum es va situar entre els més venuts a Gran Bretanya, va obtenir una nominació als Grammy i va convertir a Dido a la cantant Britànica més venuda als Estats Units, en total Dido ha venut 40 milions de discos i singles al voltant del món.
Va ser nominada a l'Oscar per la seva cançó If I Rise cantada al costat de A. R. Rahman, va ser aconseguir el lloc # 98 del rànquing d'artistes musicals Billboard 200 de la dècada 2000-2009, gràcies a l'èxit de la seva música en la primera dècada del segle xxi. Un nou àlbum, Girl Who Got Away es va publicar el 4 de març de 2013 que va arribar al Top 5 del Regne Unit.

## Biografia
Dido va néixer a l'hospital de St Mary Abbots, a Kensington, Londres, el dia de Nadal de 1971. En el seu certificat de naixement, el seu nom va ser registrat com Florian Cloud de Bounevialle Armstrong. Perquè va néixer el dia de Nadal, també celebra un "aniversari oficial" el 25 de juny, seguint l'exemple de Paddington Bear. La seva mare, Clare Collins, és poeta d'ascendència francesa, i el seu pare, William O'Malley Armstrong (1938-2006), va ser un editor irlandès i exdirector gerent de Sidgwick & Jackson. El seu germà major, Rowland Constantine O'Malley Armstrong, més conegut amb el pseudònim Rollo, és productor discogràfic i part del trio electrònic britànic Faithless. Malgrat els seus noms de naixement, la parella es coneixia des de la infantesa pels noms de Dido i Rollo, inclús Dido considera aquest com el seu nom real, i no simplement un nom artístic o sobrenom. Quan era nena, va haver de tractar amb la naturalesa ambigua i inusual del seu nom de naixement, la qual cosa va provocar la burla dels companys per la qual cosa va pretendre tenir un nom normal. Com explica:
| «                                                     | "Dir-se d'una manera i haver estat batejada amb una altra és molt confús i molest. És una de les coses més irritants que els meus pares m'hagin fet. Florian és un nom germànic d'home. Això és un acte de maldat (donar-li a la teva filla un munt de noms estranys i avergonyidors). Crec que és cruel que em digueren Dido i esperar que m'ho prengués bé. | » |
| — Dido, Entrevista publicada en The Observer en 2001" | |   |

## Discografia
- No Angel (1999)
- Life for Rent (2003)
- Safe Trip Home (2008)
- Girl Who Got Away (2013)
- Still on My Mind (2019)